# John Jocelyn Madden
John Jocelyn Madden SDB (* 1934 in Mandalay, Burma; † 20. Februar 1987 in Perth, Australien) war ein burmesischer römisch-katholischer Ordensgeistlicher und Apostolischer Präfekt von Lashio.

## Leben
John Jocelyn Madden besuchte ab 1959 das Salesianerkolleg in Shiliguri. Anschließend trat er der Ordensgemeinschaft der Salesianer Don Boscos bei und empfing am 18. März 1965 das Sakrament der Priesterweihe. Am 20. November 1975 bestellte ihn Papst Paul VI. zum ersten Apostolischen Präfekten von Lashio. Die Amtseinführung erfolgte am 9. April 1976.
Madden trat am 19. Dezember 1985 als Apostolischer Präfekt von Lashio zurück. Er starb im Februar 1987 in Perth.